# مونکبرگ
مونکبرگ (به آلمانی: Mönkeberg) یک شهر در آلمان است که در Plön (District) واقع شده‌است. مونکبرگ ۳٬۶۸۴ نفر جمعیت دارد.